# ミント・ジュレップ

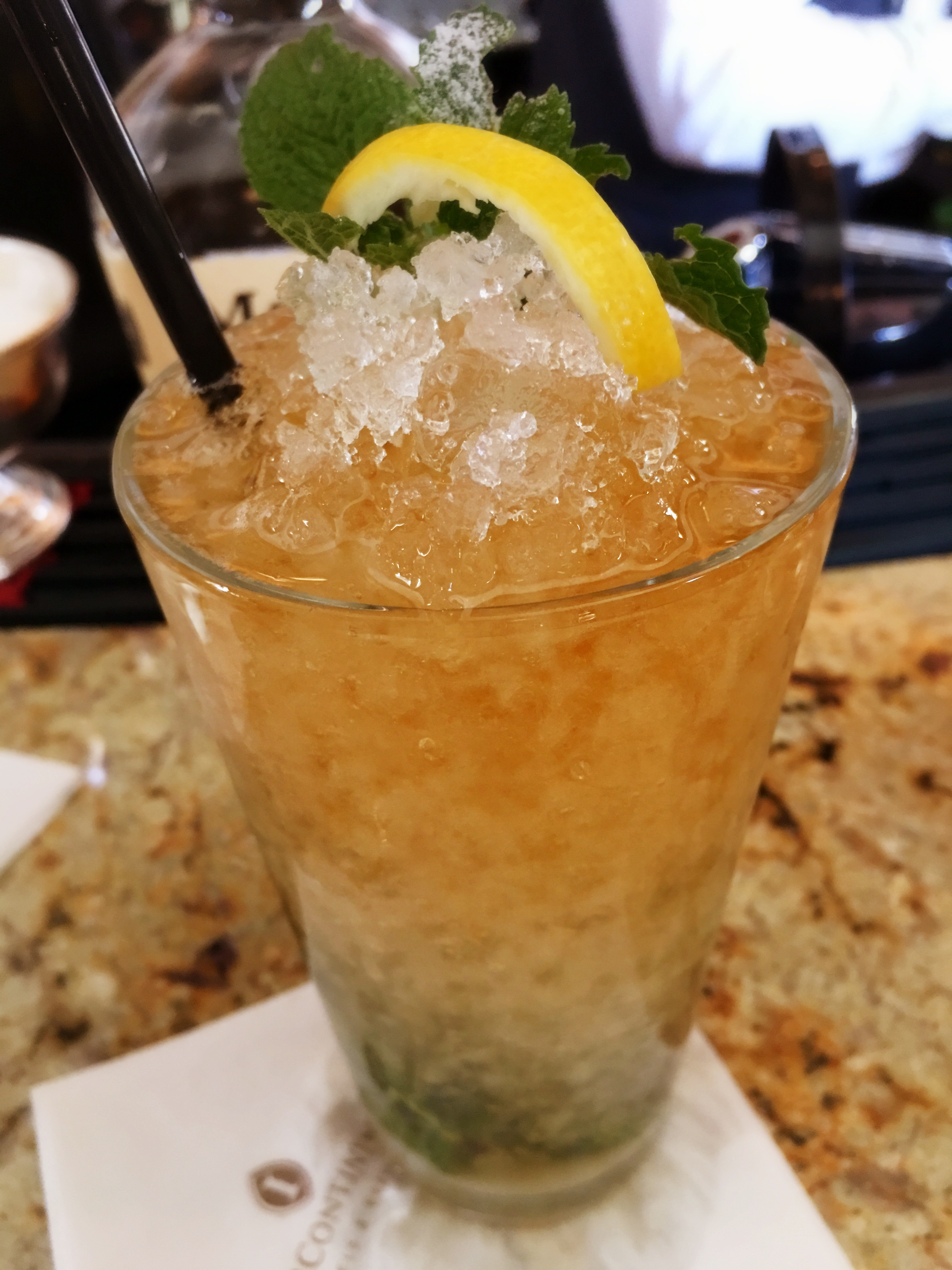
ミント・ジュレップ

ミント・ジュレップ（英: mint julep）は、バーボン・ウイスキーをベースとする冷たいタイプのロングドリンク（ロングカクテル）。競馬のケンタッキーダービーのオフィシャルドリンクとなっていることでも知られる。（詳細は「競馬とミント・ジュレップ」の節を参照）
冷たいタイプのカクテルとしては起源が古く、南北戦争時代には飲まれていたと言う記録があり、一説によれば、18世紀末〜19世紀初頭には存在していたという。ただし、当時のレシピは現在の標準的なレシピとは異なるともいわれる。なお、ジュレップとは、カクテルのスタイルの一種。

## 標準的なレシピ
- バーボン ＝ 45〜60ml
- ミントの若芽 ＝ 3〜6本分 （飾る分も含む）（「備考」の節も参照のこと。）
- 砂糖 ＝ 1〜2tsp
- ミネラル・ウォーター又は炭酸水 ＝ 20〜30ml
- クラッシュド・アイス（砕氷） ＝ 適量

### 作り方
ロング・ドリンクは、先に氷を入れたグラスに他の材料を入れて作るのが一般的であるが、ミント・ジュレップの場合は、以下の「作り方 その1」のように、氷を後から入れるという作り方も広く行われる。

#### 作り方 その1
1. コリンズ・グラス（ゾンビ・グラス）、または、タンブラー、もしくは、ゴブレットにミントと砂糖と水（または炭酸水）を入れる。ミントはバー・スプーンで潰して香りを出し、砂糖はよく溶かす。なお、この時に使用するグラスの容量は、240〜360ml程度である。
2. そこにバーボンを加え、クラッシュド・アイスをいっぱいに詰め、よくステアする。
3. ステアの際、氷が融けて減るので、適量のクラッシュド・アイスを追加する。
4. 最後にミントの若芽を飾り（このミントは潰さない）、ストローを添える。

#### 作り方 その2
1. ミキシング・グラスやオールド・ファッションド・グラスなどの別なグラスに、ミントと砂糖と水（または炭酸水）を入れ、ミントはバー・スプーンで潰して香りを出す、砂糖はよく溶かす。なお、この時に使用するグラスの容量は、作り易いサイズのものを選択すれば良い。
2. クラッシュド・アイスをいっぱいに詰めたコリンズ・グラス（ゾンビ・グラス）、または、タンブラー、もしくは、ゴブレットに注ぎ、さらにバーボンを加えて、よくステアする。なお、この時に使用するグラスの容量は、240〜360ml程度である。
3. ステアの際、氷が融けて減るので、適量のクラッシュド・アイスを追加する。
4. 最後にミントの若芽を飾り（このミントは潰さない）、ストローを添える。

#### その他の作り方
- ミントの葉をバーボンにしばらく浸して、ミントの味と香りを酒に移す方法もある。
- ミントの葉、砂糖、水を一緒に煮て作ったシロップを使用する作り方もある。

### 備考
- 使用するグラスについて
  - 予めグラスも冷却しておくことが望ましい[1]。
  - カクテルを供する時に使用するグラスの容量は、240〜360ml程度であるが、300ml以上の大型のグラスを指定するレシピもしばしば見られる。
- 使用するミントについて
  - ミントの若芽ではなく、ミントの葉が付いた大き目の茎を飾る場合や、ミントの葉しか飾らない場合もある。使用するミントの量は、飲む人の好みなどにあわせて構わない。
  - ミントの種類は特に決まっていないが、スペアミントやペパーミントなどを使用するのが一般的。漫画『BARレモンハート』においては「ミントの葉はペパーミント」とマスターが説明しており、「スペアミントでは苦味があり葉も厚いのでアクも出る」とも語っている。
  - 香りを強くするために、少量のミント・リキュール（色の付けられていない無色透明のもの）を加えることもある[1]。なお、リキュールには糖分が含まれているので、リキュールを使った場合、砂糖は使用しないこともある。
  - このカクテルは、ミントの葉が無ければ、作ることができない[5]。これは、ミント・リキュールを使用した場合も同様である。
  - 飾ったミントに、パウダー・シュガー（粉糖）を振り掛けることで、ミントの葉に雪や霜が付いているように見せ、涼しさを演出することもある[6][7]。
- これは酒全般に言えることだが、使用する水は、塩素臭の無いものでなければならない。このため、基本的に水道水は使わない（井戸水や湧水をそのまま水道水として使っている場合は、塩素臭が無いので使用することもある）。
- レモンやオレンジやパイナップルやマラスキーノ・チェリーなどを飾ることもある。なお、レモンやオレンジは、適切なサイズと形に切ること。ただし、ミントの若芽（葉のみの場合や、葉の付いた大きな茎の場合もある）を飾るのが必須であるのに対し、果物を飾るか否かは完全に任意である。果物は飾らないとするレシピも、しばしば見られる。
- ストローの他に、マドラーも添える場合もある[8][9]。

## バリエーション
- ベースのバーボンを、ラム（ホワイト、または、ゴールド）に変えると、「ラム・ジュレップ」となる。なお、ホワイト・ラムを選択するか、ゴールド・ラムを選択するかは、飲む人の好みによるので、ラム・ジュレップを注文する際は、ラムのタイプの指定をすることが望ましい。
- ベースのバーボンを、ブランデーに変えると、「ジョージア・ミント・ジュレップ」となる。
- ベースのバーボンを、シャンパンに変えると、「シャンパン・ジュレップ」となる。
- ベースのバーボンを、ジンに変えると、「ジン・ジュレップ」となる。

## レシピの変遷
現在、ミント・ジュレップはバーボンベースのカクテルとして定着しているが、このカクテルが誕生した当初はワインをベースとして作られていた
。一説によれば、それはポート・ワインを使用したものだったとも言われている。

## 競馬とミント・ジュレップ
このカクテルは、競馬のケンタッキーダービーのオフィシャルドリンクとなっている。同ダービーが開催されるチャーチルダウンズ競馬場でのダービー・レース開催当日はもちろんのこと、その開催前に催される社交パーティやランチョン時に、こぞって提供されるカクテルでもある。なお、同ダービー・レース当日、同競馬場内でミント・ジュレップは売り歩かれており、同競馬場では何万杯ものミント・ジュレップが飲まれるとの話もある。
映画『007 ゴールドフィンガー』の中で、悪役オーリック･ゴールドフィンガーが、拉致したジェームズ･ボンドに対し自身の所有するケンタッキーの競走馬育成の馬舎でミントジュレップを振る舞い、「甘味はどうかね？」とと問うシーンがある。

## 文学、映像作品とミント・ジュレップ
- O・ヘンリーの短篇「ハーグレイブズの一人二役（英語版）」の作中には、ミント・ジュレップの作り方が詳しく描写されている[11]。
- ジェイムズ・ブリッシュの「宇宙大作戦（スター・トレック）」のノベライズ版には、主要キャラクターであるドクター・マッコイのお気に入りカクテルとして「MJ」という呼称でたびたび登場する[10]。原典であるTVシリーズのエピソード『死の楽園』（原題：This Side of Paradise）では、デフォレスト・ケリー演じるマッコイがミント・ジュレップを作るシーンもある。